# Ebba Sparre
Ebba Larsdotter Sparre, née en 1629 et morte le 19 mars 1662, est une noble et dame de compagnie suédoise. Elle est connue pour avoir été l'amie intime et l'éventuelle maîtresse de la reine Christine de Suède.

## Biographie
Ebba Sparre était la fille de l'homme d'État et maréchal Lars Eriksson Sparre et de son épouse Märta Banér et la petite-fille du chancelier Erik Larsson Sparre. Elle arriva à la cour en 1644 en tant que dame d'honneur de la reine (hovfröken en suédois).
Connue et reconnue à la cour pour sa grande beauté, elle fut surnommée « la belle comtesse ». Souvent, elle incarnait Vénus dans les ballets amateurs interprétés par la noblesse à la cour. Sa relation intime avec la reine Christine de Suède fit naître la rumeur qu'elles aient pu être amantes. Ceci n'a cependant jamais été confirmé. Ebba figura, néanmoins, parmi les rares femmes pour lesquelles la reine Christine montra un certain intérêt au cours de son existence en Suède. En effet, à part Ebba Sparre, Lady Jane Ruthven et Louise van der Nooth, la reine Christine s'intéressait peu aux dames présentes à la cour, ne les mentionnant que pour louer leur féminité. En 1639, elle mentionna son attitude à l'égard de ses dames de compagnie en s'adressant à Beata Oxenstierna et sa fille qui venaient d'arriver . 
La reine Christine de Suède passait la majeure partie de son temps en compagnie de « la belle comtesse » et vantait souvent sa beauté. Elle la présenta à l'ambassadeur anglais Bulstrode Whitelocke comme sa « compagne de couche », lui assurant que son intellect était aussi remarquable que son corps . Lorsque la reine Christine quitta la Suède, elle continua à écrire des lettres passionnées à Ebba Sparre en lui affirmant qu'elle l'aimerait toujours. Néanmoins, ce genre de lettres étaient courantes à l'époque, la reine aurait ainsi utilisé le même style pour s'adresser à des inconnues dont elle admirait les écrits par exemple . 
Ebba Sparre, fiancée à Bengt Gabrielsson Oxenstierna choisit de rompre les fiançailles pour épouser le comte Jakob Kasimir de la Gardie, frère de Magnus Gabriel De la Gardie, l'un des favoris de la reine. Leur mariage, hélas malheureux, fut célébré en 1652. Ebba Sparre et la reine Christine restèrent en contact après que celle-ci eut quitté la Suède. 
En 1661, la reine invita Ebba Sparre à lui rendre visite à Hambourg et émit le souhait de la voir lors de son passage en Suède mais la famille d'Ebba fit le nécessaire pour que cela n'arrive pas . 